# K.u.k. Infanterieregiment „Albert I. König der Belgier“ Nr. 27

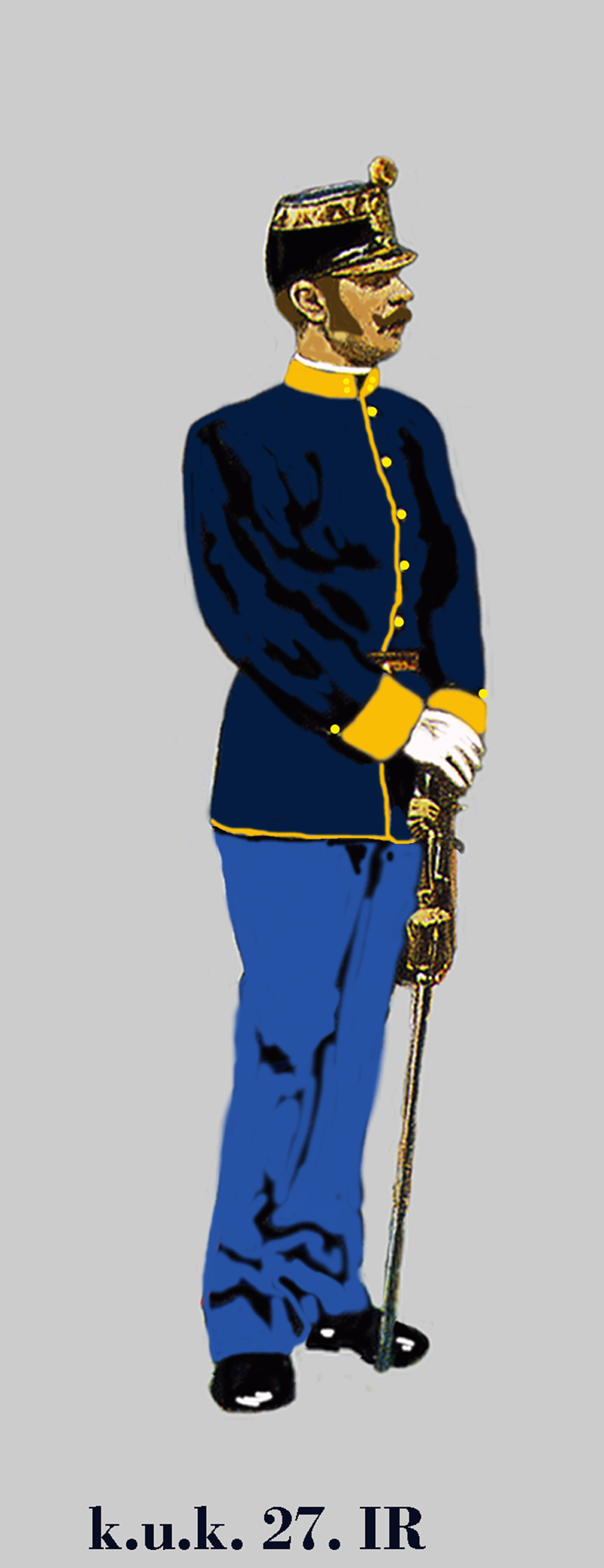
Leutnant des IR 27

Das Steirische Infanterieregiment Nr. 27 war ein militärischer Verband der kaiserlich-habsburgischen und später der k.u.k. Armee. Es wurde 1682 als Infanterie-Regiment Negrelli gegründet, erhielt 1853 nach seinem neuen Regimentsinhaber König Leopold I. die Bezeichnung k.u.k. Infanterieregiment Nr. 27 „König der Belgier“ und stellte seit 1766 nach seiner steiermärkischen Rekrutierungs-Garnison Graz das „Grazer Hausregiment“ dar. Neben den Tiroler Kaiserjäger-Regimentern und dem Infanterie-Regimentern Nr. 4., 7., 14., 47., 49., 59. und 84. waren die „Belgier“ eines der bekanntesten deutschsprachigen Traditions-Regimenter des alten Österreichs.

## Geschichte
Das Regiment wurde laut Patent am 3. Februar 1682 durch den Obristen Octavio Negrelli in Innerösterreich gegründet. 1684 erfolgte infolge des großen Türkenkrieges die Verlegung nach Ungarn. 1685 erfolgte eine Verstärkung durch die Einverleibung von 300 Soldaten des Kurfürstentums Köln. 1687 kämpfte das Regiment in der Schlacht am Berge Harsany, 1691 in der Schlacht bei Szlankamen und 1692 bei Peterwardein. 1693 nahmen 4 Kompagnien des Regiments an der Belagerung von Belgrad, 1696 an der Schlacht bei Olasch und am 11. September 1697 an der Schlacht bei Zenta teil.
Im Spanischen Erbfolgekrieg kämpfte das Regiment unter Prinz Eugen 1701 in der Schlacht bei Chiari. Es hatte Anteil an der Blockade von Mantua, der Schlacht bei Luzzara und 1703 an dem Überfall von Mirandola. 1705 zeichnete es sich in der Schlacht bei Cassano und 1706 bei Turin aus. 1707 marschierte das Regiment mit Prinz Eugen in die Provence und nahm an den Kämpfen vor Toulon teil.
Von 1718 bis 1720 war das Regiment bei den Kämpfen auf Sizilien beteiligt: Verteidigung von Milazzo, Besetzung der Liparischen Inseln, Schlacht bei Francavilla, Belagerung von Messina und Kämpfe von Palermo.
1737 stand das Regiment in Bosnien und war an der Einnahme von Nissa beteiligt. Im folgenden Jahr 1738 kämpfte es bei Kornia und in der Schlacht bei Mehadia, 1739 nahm es an der Schlacht bei Grocka teil. Im folgenden Erbfolgekrieg kämpfte das Regiment 1741 in Böhmen und nahm 1742 an der Belagerung von Prag teil. 1743 kämpften drei Bataillone unter Prinz Karl Alexander von Lothringen beim Treffen von Simbach, das Grenadierbataillon des Regiments kämpfte bei Dingolfing, Landau und Deggendorf. 1744 kämpfte das Regiment am Rhein und danach bei der Hauptarmee wieder in Böhmen. 1745 folgte die Teilnahme an der Blockade von Amberg, schwere Verluste hatte das Regiment während der Schlachten von Hohenfriedberg und Soor. Zu Beginn des Siebenjährigen Krieges 1756 kämpfte die Grenadiere in der Schlacht bei Lobositz und 1757 in der Schlacht bei Prag, und Teile des Regiments nahmen an der Einnahme von Schweidnitz teil. Es folgte die Niederlage in der Schlacht bei Leuthen und 175 unter Daun die Teilnahme am Gefecht von Maxen. Am 3. November 1760 kämpfte es in der Schlacht bei Torgau und zeichnete sich unter Laudon 1762 vor Schlesisch-Friedland, in der Schlacht bei Burkersdorf
und bei der Verteidigung von Schweidnitz (7. August bis zum 9. Oktober 1762) aus.
Im Banater-Feldzug gegen die Türken kämpften Teile des Regiments im Verband des Korps Wartensleben bei den Gefechten von Lazu-Mare und Brza-Palanka teil. 1789 folgte die Teilnahme am Treffen bei Mehadia und an der Blockade von Orșova. Danach kämpfte es im Gefecht von Florentin in der Walachei.
Ende Oktober 1795 nahm das 1. Bataillon bei der Erstürmung der Mainzer Schanzen und am Gefecht bei Bacharach teil. In der Schlacht bei Lonao fielen das 2. und 3. Bataillon des Regiments in französische Gefangenschaft. Im Jahr 1796 stand das Leib-Bataillon als Besatzung in Mainz und am Rhein, kämpfte das Regiment bei Neuwied und die Grenadiere unter Erzherzog Karl in den Schlachten bei Wetzlar, Amberg und Würzburg. Währenddessen kämpften die dezimierten Bataillone in Italien in den Gefechten bei Lodi, Valeggio und in der Schlacht bei Castiglione. 1799 nahm das 1. und 2. Bataillon an der Belagerung von Ancona und das Grenadier-Bataillon in der Schlacht bei Marengo. Es folgten das Gefecht bei Chivasso und die Beteiligung am Gefecht von Pozzolo.
Im Feldzug 1805 in Italien eingesetzt zeichnet sich das Grenadier-Bataillon in der Schlacht bei Caldiero aus und führte Nachhutgefechte bei Vicenza und an der Brenta.
Im Feldzug von 1809 war das Regiment bei der Armee von Erzherzog Johann in Norditalien eingesetzt, während der Schlacht von Sacile (16. April) gab es bei der Verteidigung von Porcia hohe Verluste. Die Truppen waren danach am Treffen von Villanuova, Montecchio-Minore und Monte Bastia (bei Caldiero) beteiligt und kämpfte nach dem Einsatz in der Schlacht an der Piave (8. Mai) bei der Verteidigung von Tarvis. Während der Schlacht bei Raab (14. Juni) verteidigte das Regiment den Meierhof von Kis-Megyer, nach dem Rückzug hielten sich die Truppen im Brückenkopf von Preßburg.
Die Depot-Truppen des Regiments leisteten derweil die Verteidigung des Grazer Schloßberges (13. Juni bis 22. Juli 1809).
Im Jahr 1813 befand sich das Regiment bei der Armee von Innerösterreich und bestand die Gefechte bei Krainburg, Unterloibl und Feistritz. Es vollzog den Drau-Übergang bei der Ruine Hollenberg, nahm am Gefecht bei Langfeld teil und vollzog den Marsch über Tolmin und Flitsch nach Caporetto, um während der Schlacht bei Caldiero bei Montorio eingesetzt zu werden. Im Feldzug 1814 in Italien kämpfte das Regiment in der Schlacht am Mincio und war an der Blockade von Palmanova beteiligt.
Unter dem Oberbefehl von Frimont nahm das Regiment 1821 an der Okkupation von Neapel teil. Im Italienischen Revolutionskrieg von 1848 stürmte das 1. Bataillon Castelnuovo und nahm am Gefecht bei Pastrengo teil. Das Grenadier-Bataillon beteiligte sich unter Nugent beim ersten Angriff auf Vicenza und kam infolge nicht mehr ins Feuer. Das Regiment diente 1849 als Besatzung von Mailand und nahm Anteil an der Belagerung von Venedig. Das III. Bataillon kämpfte derweil in Ungarn und war an der Einnahme von Esseg und der Belagerung von Peterwardein beteiligt. Weitere Einsätze folgten beim Gefecht von Becse und in der Schlacht bei Heyges (11. bis 15. Juli 1849).
1853 wurde der König Leopold zum Regimentsinhaber ernannt und das Regiment erhielt seinen Namenszusatz „König der Belgier“. 1859 kämpfte das IR. 27 unter Oberst Wilhelm von Württemberg in der Schlacht von Magenta (am Bahndamm und bei Ponte di Magenta) und erlitt schwere Verluste in der Schlacht von Solferino.
Im Krieg gegen Dänemark von 1864 war das Regiment dem VI. Korps des FML von Gablenz zugewiesen und bei der Brigade Nostitz eingeteilt. Nachdem ein Bataillon bei Oberselk eingesetzt war und beim Gefecht von Oeversee am 6. Februar 1864 beim k.k. Jäger-Bataillon Nr. 9 Verstärkungen eingetroffen waren, erfolgte ein Frontalangriff des Infanterie-Regiment Nr. 27, der nach Anfangserfolgen stecken blieb. Nach einem Flankenmanöver gelang es den „Belgiern“, die Dänen mit einem Bajonettangriff zum Rückzug zu zwingen.
Im Juli 1866 kämpfte das IR. 27 beim II. Korps (FML Thun) der Nordarmee in der Schlacht bei Königgrätz und nach dem Rückzug im Gefecht bei Blumenau.
Das komplette Regiment war 1878 am Okkupationsfeldzug in Bosnien beteiligt, im Einzelnen mit der aus Dalmatien in die Herzegowina einrückenden 18. Infanteriedivision am Entsatz von Stolnac, der Besetzung von Bilek und der Einnahme der Felsenfestung Klobuk (28. September). Die Reserve-Bataillone waren am Gefecht von Kosna, der Besetzung von Sarajewo und am Gefecht bei Mokra beteiligt.

## Erster Weltkrieg
Letzte Friedensgarnisonen
- Regimentsstab: Oberst Karl Weber (Regimentsadjutanten: Hauptmann Hermann Fröhlich, Oberstleutnant Georg Schneider) in Laibach
- 1. Bataillon (Major Rudolf Schwarz): in Laibach
- 2. Bataillon (Major Meinrad Siegl): in Laibach
- 3. Bataillon (Oberstleutnant Richard Walland): in Graz
- 4. Bataillon (Major Theodor Sigmundt): in Laibach
- Unterstellt: 56. Infanterie-Brigade – 28. Infanterie-Truppendivision – III. Armeekorps
- Umgangssprachen bei Mannschaften: 94 % deutsch – 6 % verschiedene
- Ergänzungsbezirk: Graz
- Deutsche Uniform – Egalisierungsfarbe: kaisergelb – Knöpfe: gelb[1]

### In Galizien
Im August 1914 stand das IR. 27 im Verband des III. Korps (General der Infanterie Colerus von Geldern) und war Teil der k.u.k. 3. Armee. Es bildete zusammen mit dem Schwestern-Regiment Nr. 47 die 56. Infanterie-Brigade (Generalmajor Johann Fernengel) der 28. Infanterie-Truppendivision I.T.D. (FML Kralicek). Nach der Mobilisierung erfolgte der Bahntransport ab 11. August über Szombathely — Budapest — Debreczen — Csap — Munkacs zum Kriegsschauplatz nach Galizien, wo das IR. 27 bis am 16. August nordöstlich der Stadt Stryj bei Wolcniow und Demenka-Poda am Dnjester die ersten Kriegsquartiere bezogen wurden.
Das Regiment erhielt am 26. August in der Schlacht bei Złoczów am Bahndamm bei Skarzawa gegenüber dem russischen XI. Armeekorps seine Feuertaufe und bewährte sich dann in der Schlacht an der Gnila Lipa. Anfang September kam es zur katastrophal ausgehenden Schlacht von Gródek, wobei Oberst Weber am 6. September schwer verwundet wurde. Das Regiment kämpfte bis 9. September unter Oberst Wilhelm Staufer in den Einzelgefechten bei Zuszyce und Cuniow. Bei einem Gefechtsstand von 4.200 Mann betrug der Ausfall in diesen Kämpfen 1.490 Soldaten. Im Oktober 1914 nach dem Rückzug zum San kämpfte das Regiment in der Schlacht bei Chyrow. Nach dem weiteren Rückzug auf die Karpaten in den Raum westlich vom Dukla-Pass, sicherte das III. Korps im Raum Bártfa den Eingang nach Nordungarn. Dabei führte das IR. 27 in der ersten Dezemberhälfte 1914 während der Karpathenschlacht Gegenangriffe durch. Unter dem neuen Kommandanten Oberst Julius Lustig-Prean gingen die Truppen im Verband der 28. I.T.D. (Generalmajor Alfred von Hinke) aus dem Csergö-Gebirge in Richtung auf Zmigrod vor, um den Durchbruch des russischen IX. Armeekorps im Topoly-Tal zu verhindern.
Nach langwierigen Stellungskampf in den Ostbeskiden erhielt das III. Korps (FML Krautwald) nach dem Durchbruch von Gorlice-Tarnow (Mai 1915) erneut Bewegungsfreiheit und wurde nach Italien abtransportiert. Das IR. 27 verblieb vorerst an der Ostfront und wurde zur Dnjestr-Front der 7. Armee überstellt. Das Regiment hatte am 9. August 1915 Anteil an der Erstürmung des Dnjestr-Brückenkopfes von Czernelica.

## Gefechtskalender 1914–1918
- Schlacht bei Złoczów (Skwarzawa) (26. August 1914)
- Schlacht an der Gnila Lipa (28. bis 31. August 1914)
- Rückzug hinter die Wereszyca (31. August bis 3. September)
- Kampf mit Kosakenkavallerie bei Sokolniki (3. September 1914)
- Schlacht bei Lemberg (Gródek) (8. bis 11. September 1914)
- Neuerlicher Angriff auf Bojana - Mszana, Abbruch der Schlacht in Galizien
- Rückzug nach Westgalizien (12. bis 26. September)
- Marsch an den San und Entsatz von Przemyśl (4. bis 12. Oktober 1914)
- Gefechte bei Rokietnica und bei Zamiechów
- Schlacht bei Przemyśl und Chyrów (16. Oktober bis 5. November 1914)
- Kämpfe bei Blożew Gorni und Wolcza Dolna
- Kämpfe bei Grodowice, Ausklang der Schlacht von Przemyśl - Chyrów
- Rückzug auf die Karpaten (6. November bis 15. November 1915)
- Kämpfe in den Ostbeskiden (16. November bis 3. Dezember 1914)
- Von der Danawa zum Stanków Wierch, Kämpfe am Beranowo-Rücken
- Verteidigung der Laborczalinie, Rückzug an die Ondava
- Rückzug aus Girált im Tapolytale
- Offensive aus den Karpaten (8. bis 21. Dezember 1914)
- Die Kämpfe an der Wisłoka und Jasiołka (12. bis 16. Dezember 1914)
- Die Kämpfe bei Sieklówka (17 bis 21. Dezember 1914)
- Erneuter Rückzug hinter den Karpatenkamm (22. bis 31. Dezember 1914)
- Gefecht bei Żmigród und bei Krempna, Rückzug hinter die Ondava
- Vormarsch über Radocyna an die obere Wisłoka
- Gefecht bei Radocyna - Lipna (27. bis 29. Jänner 1915)
- Stellungskämpfe an der Ondava (30. Jänner bis 24. März 1915)
- Kämpfe am Kastelik vrch und auf der Kreminka (22. bis 25. März 1915)
- Rückzug in die Zboró-Stellung (24. und 25. März 1915)
- Stellungskämpfe bei Zboró - Esztebnek (26. März bis 30. April 1915)
- Beziehen der Koldorina-Stellung, Angriff auf die Pavlovica und den Suchy vrch
- Stellungskrieg an der Koldorinafront (5. bis 30. April 1915)
- Marsch an die neue Front bei Turka (15. Mai 1915)
- Gefecht bei Żukocin (13. Mai 1915)
- Abwehrsieg bei Kolomea am 14. Mai 1915
- Brückenkopfe vor Kolomea (15. Mai bis 6. Juni 1915)
- Kämpfe bei Śniatyn (13. Mai 1915)
- Gefecht bei Kniażdwór-Szeparowce (7. Juni 1915)
- Stellungskämpfe bei Olchowiec (I. und II. Bat.) (17. Juni bis 4. Juli 1915)
- Dnjestersicherung bei Potoczynska (5. bis 12. Juli 1915)
- In der Dnjesterschleife von Potoczynska (15. bis 21. Juli 1915)
- Gefecht bei Michalcze (15. Juli bis 8. August 1915)
- Sturm auf den Brückenkopf von Czernelica (9. und 10. August 1915)

### In Italien
Ab 13. August 1915 erfolgte der Abtransport auf den südwestlichen Kriegsschauplatz nach Görz an die Isonzo-Front. Kantonierung nördlich von Triest, Eingliederung in die Isonzo-Front (Mitte August 1915) und Abwehrkämpfe im Rahmen des III. Korps (Krautwald) auf der Hochfläche von Doberdò. Mitte Oktober 1915 Verlegung großer Regimentsteile in die Karnischen Alpen: aus der Seebach-Stellung erfolgten Angriffe auf Köpfach - Mittagskofel - Marcilla (18. und 19. Oktober 1915). Die Masse des Regiments kämpfte in der 3. und 4. Isonzoschlacht (18. Oktober bis 14. Dezember 1915). Zwischen Dezember 1915 und Februar 1916 folgte im Rahmen der 28. Division (Schneider-Mansau) Stellungskrieg am Monte San Michele und danach Verlegung auf die Hochfläche der Sieben Gemeinden. Während der Südtiroloffensive wurde das IR. 27 ab 15. Mai 1916 im Rahmen der 43. Schützen-Brigade (Oberst Mertens) eingesetzt und konnte am 27. Mai den Monte Kempel erstürmen. Im Verband der 6. Infanterie-Division (Fürst Schönburg) konnte das IR. 27 während der Schlacht um Asiago am 6. Juni den Monte Meletta zusammen mit dem bosnischen Jägerregiment Nr. 2 erstürmen und wurde dann von der italienischen Brigade Sassari (151. und 152. Regiment) auf den Höhen des Fior und Castelgomberto gestoppt. Im September 1916 erfolgte die Verlegung es Regiments an die Dolomiten-Front zur Besetzung der Kampfabschnitte Fanes - Travenanzes.
Im Januar 1917 kämpfe das Regiment an der Seite der k.u.k Kaiserjäger um den Col di Lana und den Monte Sief (Marmolata). Von März bis November 1917 lag das Regiment in der Dauerstellung am Monte Forno und Monte Roccolo nördlich von Asiago. Das Regiment zeichnete sich im Verband der 11. Brigade der 6. Division (FML von Mecenseffy) während der Schlacht am Monte Ortigara am südlich angrenzenden Frontabschnitt am Monte Forno und anschließend im Herbst erneut auf Meletta und Monte Zomo aus, bis das Regiment aufgrund der schweren Verluste zurückgezogen wurde. Nach einem Einsatz im Fleimstal folgte Mitte November neue Angriffe auf der Hochfläche von Asiago: Bei diesen Kämpfen gelang am 11. und 12. November die Erstürmung des Monte Longara nördlich von Gallio und am 23. Dezember die Erstürmung des Monte di Val Bella. Das letzte Kriegsjahr erfolgte für das Regiment in der Assaschlucht.
- Stellungskampf auf der Karsthochfläche von Doberdó (6. bis 24. September 1915)
- Verlegung in das kärntnerisch-friaulischen Grenzgebiet
- Angriffe auf Köpfach - Mittagskofel - Marcilla (18. und 19. Oktober 1915)
- Kämpfe auf Seissera - Kleiner Mittagskofel - Obere Strekiza (29. Oktober bis 27. Dezember 1915)
- In der Kärntner Seebach-Stellung (18. Oktober bis 11. Dezember 1915)
- Dritte Isonzoschlacht (18. Oktober bis 4. November 1915)
- Vierte Isonzoschlacht (10. November bis 14. Dezember 1915)
- Kämpfe um die Höhe 124 (18. bis 26. November 1915)
- Abwehr letzter Angriffe der Italiener auf dem Karst (27. bis 30. November 1915)
- Das Ausklingen der italienischen Herbstoffensive (1. bis 5. Dezember 1915)
- Stellungskämpfe auf Monte San Michele (22. Dezember 1915 bis 17. Februar 1916)
- Stellungskämpfe bei Selz (29. April bis 8. Mai 1916)
- Schlacht bei Folgaria und Lavarone (15. bis 26. Mai 1916)
- Schlacht bei Asiago und Arsiero (27. Mai bis 16. Juni 1916)
- Einnahme von Asiago (27. bis 29. Mai 1916)
- Kämpfe auf der Hochfläche der Sieben Gemeinden (29. Mai bis 8. Juni 1916)
- Die Eroberung des Monte Cimone (30. Mai 1916)
- Die Kämpfe im Melettagebiete (31. Mai bis 8. Juni 1916)
- Gefecht bei Fontana Tre Pali, erster Angriff auf den Monte Meletta (5. Juni 1916)
- Die Eroberung des Monte Meletta (7. Juni 1916)
- Der Fall des Monte Castelgomberto (8. Juni 1916)
- Ausklang der Offensive in Südtirol (9. bis 16. Juni 1916)
- Abwehrkämpfe im Melettagebiete und am Grenzkamm (9. bis 24. Juni 1916)
- Beziehen der Dauerstellung auf den Sieben Gemeinden (24. bis 30. Juni 1916)
- Abwehrschlacht auf der Hochfläche von Asiago (1. bis 24. Juli 1916)
- In der Dauerstellung Monte Forno - Roccolo (31. Juli bis 31. Dezember 1916)
- Kampfabschnitt Fanes - Travenanzes - Gottres (20. September 1916 bis 2. Jänner 1917)
- Unternehmung gegen die Rotschanze-Feldwache (22. Februar 1917)
- Die italienische Sprengung auf dem Siefgrate am 6. März 1917
- In der Dauerstellung am Monte Forno und Monte Roccolo (1. Jänner bis 9. Juni 1917)
- Abwehrschlacht auf der Hochfläche der Sieben Gemeinden (11. bis 17. Juni 1917)
- Gescheiterter Großangriff am 18. und 19. Juni 1917
- In der Dauerstellung Monte Forno - Roccolo (30. Juni bis 9. November 1917)
- Herbstoffensive 1917 auf der Hochfläche von Asiago
- Die Erstürmung des Monte Longara am 11. und 12. November 1917
- Kämpfe um den Hochrücken Monte Meletta di Gallio - Monte Zomo und an der Frenzela-Schlucht
- Erstürmung der Casara Meletta di Gallio (III. Bat.) am 15. November 1917
- Erfolgreiche Abwehrkampf am Casara Meletta di Gallio (III. Bat.) (17. November 1917)
- Auf dem Tanzer-Rücken und am Nordhang des Longara (18. bis 28. November 1917)
- An der Assa (1. bis 4. Dezember 1917)
- Einsatz im Fleimstal, am Monte Rasta und in der Assasperre (25. August bis 8. November 1917)
- In Camporovere und in der Assaschlucht (12. bis 28. November 1917)
- Im Melettagebiet (30. November bis 19. Dezember 1917)
- Stellungskrieg auf Monte di Val Bella (26. Dezember 1917 bis 25. Jänner 1918)
- Retablierung in Bozen (29. Jänner bis 2. März 1918)
- In der Stellastellung an der Assaschlucht (8. März bis 3. Mai 1918)
- Junischlacht in Venetien (15. Juni 1918)
- An der Assaschlucht (16. Juni bis 17. September 1918)
- Stellungskrieg am Canove di sotto - Canove di sopra (16. Juni bis 2. August 1918)
- Kriegsende in der Kampfzone an der Assa (24. Oktober bis 1. November 1918)

## Führung

### Regimentsinhaber
- 1682 Feldzeugmeister Graf Octavio Nigrelli
- 1703 Johann Hieronymus von und zum Jungen
- 1732 Prinz Max von Hessen-Kassel
- 1753 FML Prinz Christoph von Baden-Durlach
- 1789–1791 unbesetzt
- 1791 Graf Leopold von Strassoldo
- 1809 Marquis Johann von Chasteler
- 1826 GM Ritter von Luxem
- 1842 FML Ludwig Piret de Bihain
- 1853 Leopold I., König der Belgier
- 1865 Leopold II., König der Belgier[2]
- 1909 Albert I., König der Belgier

Regimentskommandeure

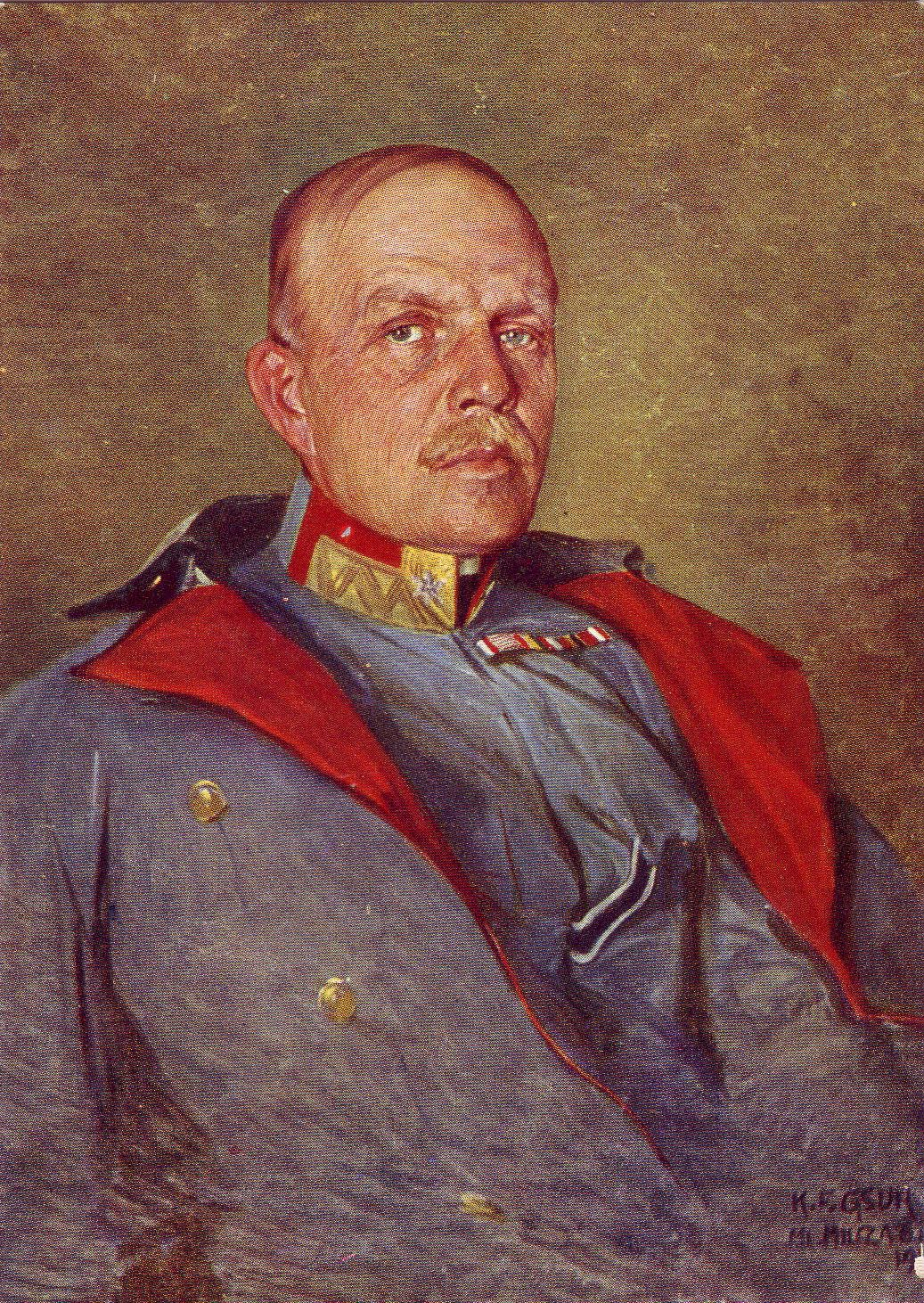
Adolf von Boog als Generalmajor

- 1859 Oberst Wilhelm von Württemberg
- 1891 Oberst Graf Alexander von Hartenau
- 1896 ?
- 1903 Oberst Stephan Vucetic
- 1907 Oberst Martin Radicevic
- 1911 Oberst Adolf von Boog
- 1912 Oberst Karl Weber von Ostwalden
- 1914 Oberst Wilhelm Staufer
- 1914 Oberst Julius Lustig-Prean von Preanfeld
- 1915 Oberst Leonhard Rebhahn
- 1915 Oberst Augustin Dorotka von Ehrenwall
- 1917 Oberst Meinrad Siegl von Gregerfels

### Tradition und Gedenken

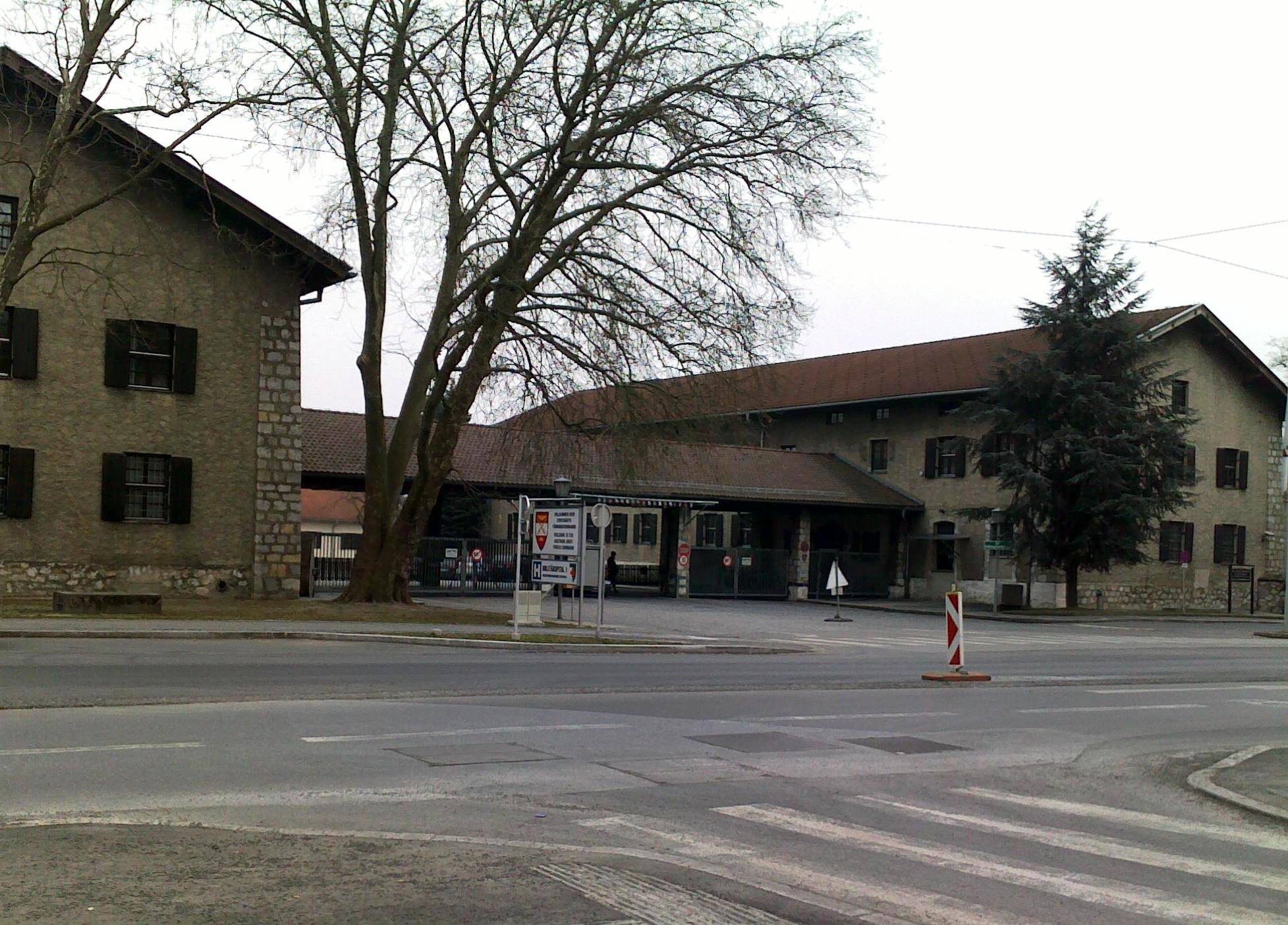
Die Belgier-Kaserne in Graz. (2009)

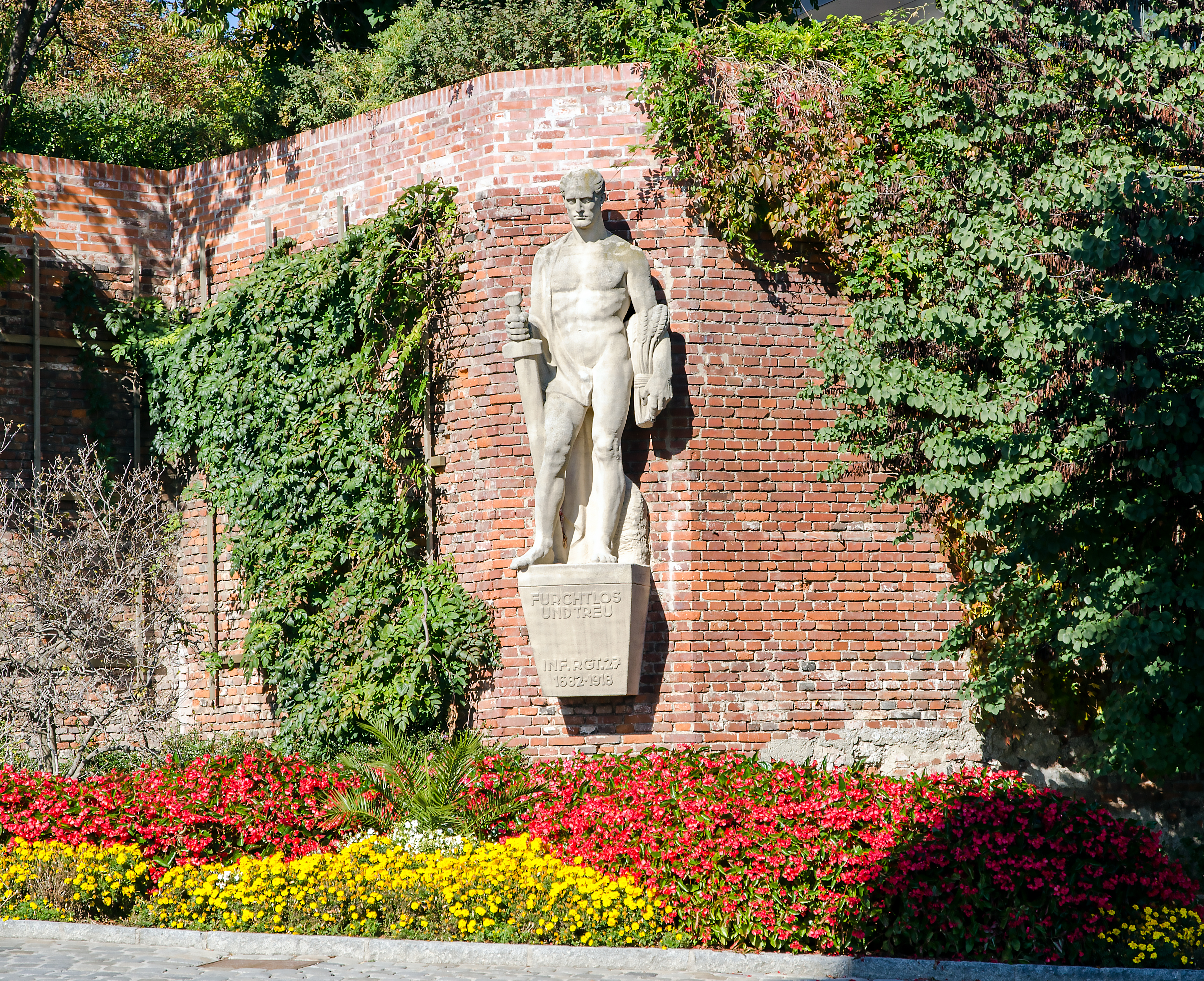
Das Denkmal Furchtlos und Treu von Wilhelm Gösser auf dem Grazer Schloßberg. (2011)

Der Komponist Franz Blümel (1839–1916) schrieb den 27er-Regimentsmarsch, welcher auch dem Bosnisch-Herzegowinischen Infanterieregiment Nr. 2 gewidmet wurde und im österreichischen Bundesheer dem Nachfolgeverband des IR. 27, dem steirischen Alpenjägerregiment Nr. 10 zugeteilt war. In der Grazer Radetzky-Strasse befindet sich das im Jahr 1902 unter dem Bürgermeister Franz Graf zum Andenken an die Gefallenen des Okkupationsfeldzugs 1878 aufgestellte sogenannte Bosnierdenkmal, wo heutzutage Gedenkfeiern für das Regiment stattfinden. Das ebenfalls in Graz am Marburger Kai stehende Denkmal zu Ehren des Regimentskommandanten Wilhelm von Württemberg wurde im Jahr 1907 errichtet und trägt Bronzereliefs zweier Schlachten (Magenta und Oeversee) sowie eine bronzene Standfigur des Herzogs. Aufgrund des Erlasses zur Traditionspflege des Bundesheeres, welcher 1967 unter dem Verteidigungsminister Georg Prader verabschiedet wurde, erhielt die bisherige Wetzelsdorfer-Kaserne die Bezeichnung Belgier-Kaserne. Im Sommer 1932 wurde das vom Bildhauer Wilhelm Gösser auf dem Grazer Schloßberg errichtete Denkmal Furchtlos und Treu, das an das 27er-Regiment erinnern sollte, feierlich enthüllt.